# Mortād
Mortād är en ort i Indien.   Den ligger i distriktet Nizamabad District och delstaten Telangana, i den centrala delen av landet, 1 100 km söder om huvudstaden New Delhi. Mortād ligger 340 meter över havet och antalet invånare är 12 000.
Terrängen runt Mortād är platt. Runt Mortād är det tätbefolkat, med 308 invånare per kvadratkilometer. Mortād är det största samhället i trakten. Trakten runt Mortād består till största delen av jordbruksmark.